# Beata Dolka
Beata Dolka – polska doktor habilitowany nauk weterynaryjnych, adiunkt w Szkole Głównej Gospodarstwa Wiejskiego w Warszawie, specjalistka od chorób drobiu i chorób ptaków.

## Kariera naukowa
W 2011 roku na Wydziale Medycyny Weterynaryjnej Szkoły Głównej Gospodarstwa Wiejskiego w Warszawie uzyskała stopień doktora nauk weterynaryjnych na podstawie rozprawy pt. Ocena odpowiedzi poszczepiennej u łabędzi niemych (Cygnus olor, Gm. 1789) i gołębi domowych (Columba livia, Gm.1789) immunizowanych przeciwko influenzie ptaków szczepionkami inaktywowanymi, której promotorem był Piotr Szeleszczuk. W tym samym roku została zatrudniona na tejże uczelni, a w 2019 roku uzyskała na jej Wydziale Medycyny Weterynaryjnej stopień doktora habilitowanego nauk weterynaryjnych na podstawie pracy pt. Charakterystyka fenotypowa i genotypowa szczepów Enterococcus cecorum izolowanych z przypadków zakażeń u drobiu oraz występowanie Enterococcus spp. u drobiu.